# Rodolfo Bay Wright
Rodolfo Bay Wright (Cádiz, 1910-Palma de Mallorca, 2000), fue un piloto civil y cofundador de la compañía Spantax.

## Biografía
Hijo de Carlos Cordt Bay Götzsche, cónsul general de Suecia y Dinamarca en Cádiz, desde muy joven sintió afición por la aviación. Con 19 años ya tenía licencia para pilotar un avión, lo que hacía con asiduidad sobre su ciudad natal.
Ingresó en Iberia en 1930, compañía en la que permaneció hasta 1967. Durante la Guerra Civil combatió en el bando sublevado como piloto de hidroaviones de la escuadrilla de la base de Pollensa, bajo las órdenes de Ramón Franco, a quien acompañaba en otro hidroavión CANT Z.506 cuando sufrió el accidente que le costó la vida. 
Acumuló más de 35.000 horas de vuelo, más de 1.200 travesías del Atlántico y 12 millones de kilómetros volados, compatibilizó la presidencia de Spantax, compañía que fundó conjuntamente con Marta Estades Sáez el 6 de octubre de 1959, con el mando de los entonces modernos Convair 990 Coronado.
Su compañía se convirtió a mediados de los años 70 en la segunda mayor chárter de Europa, aunque la segunda crisis del petróleo de 1979 junto a una flota de CV-990 Coronado ya obsoleta, fue precipitando a la aerolínea hacia la quiebra, a lo que se sumó un accidente en septiembre de 1982 del Vuelo 995 de Spantax, un DC-10 con matrícula EC-DEG en Málaga con más de 50 víctimas mortales.
Dejó la presidencia de Spantax a finales de 1986, si bien los nuevos dirigentes tampoco lograron mejorar la situación, cesando actividades el 29 de marzo de 1988. En 1992 murió su hijo primogénito, Rodolfo Bay Alfageme, también piloto de Spantax, en un accidente de automóvil en las cercanías de Santa María del Camino (Mallorca).